# Dylan McNeice
Dylan McNeice (* 29. Juli 1985 in Christchurch) ist ein ehemaliger neuseeländischer Triathlet.

## Werdegang
Dylan McNeice war in seiner Jugend im Schwimmsport aktiv.
2004 beendete der 22-Jährige seine Schwimmkarriere und nahm erstmals an einem Triathlon-Trainingscamp teil. Im Jahr 2006 sowie von 2008 bis 2010 startete der Neuseeländer für den DSW Darmstadt in der Triathlon-Bundesliga.

### Triathlon-Mitteldistanz 2011
Seinen ersten Wettkampf über die Halbdistanz absolvierte McNeice im Jahr 2011 beim Ironman 70.3 Miami, wo er den neunten Platz belegte.
Beim Challenge Wanaka 2013 startete er erstmals über die Langdistanz und konnte gleich den Sieg erringen. Er konnte diesen Sieg 2014 und 2015 erfolgreich wiederholen.

### Ironman Hawaii 2015
Im März 2015 wurde er in Neuseeland Dritter bei seinem ersten Start bei einem Rennen der Ironman-Serie. Im Oktober startete er erstmals beim Ironman Hawaii und belegte als schnellster Schwimmer den 35. Rang. In der „Professional Triathletes Organisation“, einem im September 2015 gegründeten Zusammenschluss von Profi-Triathleten, fungiert Dylan McNeice im Board of Directors als Vorstandsvorsitzender.
Im September 2016 wurde er Zehnter bei der Weltmeisterschaft auf der Triathlon-Langdistanz (4 km Schwimmen, 120 km Radfahren und 30 km Laufen). Der damals 32-Jährige konnte im April 2018 zum dritten Mal nach 2013 und 2014 die Challenge Taiwan auf der Langdistanz für sich entscheiden.
Im Januar 2021 erklärte der 35-Jährige seine aktive Zeit für beendet.

## Sportliche Erfolge
| Datum/Jahr    | Rang | Wettbewerb                   | Austragungsort     | Zeit     | Bemerkung                         |
| ------------- | ---- | ---------------------------- | ------------------ | -------- | --------------------------------- |
| 10. Juni 2018 | 2    | Challenge Geraardsbergen     | Geraardsbergen     | 03:57:48 |                                   |
| 9. Dez. 2017  | 4    | Ironman 70.3 Taupo           | Taupō              | 03:43:56 |                                   |
| 13. Aug. 2017 | 1    | Challenge Turku              | Turku              | 03:51:28 | [ 7 ]                             |
| 23. Juli 2017 | 3    | Challenge Rom                | Rom                | 02:58:16 |                                   |
| 12. Dez. 2015 | 3    | Ironman 70.3 Taupo           | Taupō              | 03:57:48 |                                   |
| 25. Apr. 2015 | 3    | Challenge Taiwan             | Taitung            | 03:56:43 | auf der Halbdistanz               |
| 25. Mai 2014  | 1    | Fiji International Triathlon | Fidschi            | 03:48:09 |                                   |
| 24. Nov. 2013 | 6    | Challenge Forster            | Forster            | 03:57:55 |                                   |
| 9. Juni 2013  | 8    | Challenge Kraichgau          | Kraichgau          | 04:17:10 |                                   |
| 24. Juni 2012 | 7    | Ironman 70.3 Mont-Tremblant  | Mont-Tremblant, QC |          |                                   |
| 18. März 2012 | 3    | Ironman 70.3 Singapur        | Singapur           | 04:00:51 |                                   |
| 30. Okt. 2011 | 9    | Ironman 70.3 Miami           | Miami, FL          |          | Erster Start über die Halbdistanz |
| 23. Okt. 2011 | 7    | 5150 Galveston               | Galveston, TX      |          |                                   |
| 7. Aug. 2011  | 6    | 5150 New York                | New York City, NY  |          |                                   |

| Datum/Jahr    | Rang | Wettbewerb                                      | Austragungsort | Zeit     | Bemerkung                                                                                           |
| ------------- | ---- | ----------------------------------------------- | -------------- | -------- | --------------------------------------------------------------------------------------------------- |
| 28. Apr. 2018 | 1    | Challenge Taiwan                                | Taitung        | 08:16:56 | Sieger Langdistanz                                                                                  |
| 24. Sep. 2016 | 10   | ITU Long Distance Triathlon World Championships | Oklahoma       | 05:59:46 | Weltmeisterschaft auf der Triathlon-Langdistanz (4 km Schwimmen, 120 km Radfahren und 30 km Laufen) |
| 7. Mai 2016   | 2    | Challenge Taiwan                                | Taitung        | 08:26:58 | Zweiter hinter dem Schweden Fredrik Croneborg                                                       |
| 20. Feb. 2016 | 4    | Challenge Wanaka                                | Wanaka         |          | |
| 10. Okt. 2015 | 35   | Ironman Hawaii                                  | Hawaii         | 09:58:17 | bei der Ironman World Championship als schnellster Schwimmer: 50:48 min für 3,8 km                  |
| 14. Juni 2015 | 3    | Ironman Cairns                                  | Cairns         | 08:36:55 | |
| 7. März 2015  | 3    | Ironman New Zealand                             | Taupō          | 08:38:05 | erster Start bei einem Rennen der Ironman-Serie                                                     |
| 22. Feb. 2015 | 1    | Challenge Wanaka                                | Wanaka         | 08:36:50 | dritter Sieg in Folge – mit neuem Streckenrekord                                                    |
| 19. Apr. 2014 | 1    | Challenge Taiwan                                | Taitung        | 08:23:44 | |
| 18. Jan. 2014 | 1    | Challenge Wanaka                                | Wanaka         | 08:38:48 | Sieg mit Rekord auf der Schwimmstrecke in 46:25                                                     |
| 4. Mai 2013   | 1    | Challenge Taiwan                                | Taitung        | 08:16:21 | |
| 19. Jan. 2013 | 1    | Challenge Wanaka                                | Wanaka         | 08:51:18 | erster Start auf der Langdistanz                                                                    |

(DNF – Did Not Finish)